# 土佐茶
土佐茶（とさちゃ）は、高知県で生産される日本茶の総称。

## 歴史
温暖な土佐国の地は古くから茶の栽培が盛んであった。また山間部では焼畑を行うと、焼け跡からヤマチャの木が自生するような自然環境である。なお、ヤマチャは本来、西日本各地に自生している物であるという説と、古い時代に中国大陸からもたらされ栽培していたものが土着したものという説があり、定説を見ない。長宗我部元親の検地帳には土佐国各地で茶の生産が盛んだったことが記されている。

## 産地
最大の生産地は吾川郡仁淀川町の仁淀川本流沿いと支流の土居川流域の池川地区である。吉野川流域の長岡郡大豊町では碁石茶と呼ばれる後発酵茶が生産されている。四万十川流域でも茶の生産が盛んである。